# Коканд
Коканд (узб. Qo`qon або Қўқон) — місто в Ферганській області на сході Узбекистану. 

## Географія
Розташоване в південно-західній частині Ферганської долини, в 228 км на південний схід від Ташкенту, столиці Узбекистану.  Один з промислових та культурних центрів країни. Протягом XVIII—XIX століть — столиця Кокандського ханства.

## Населення
Станом на 1 січня 2016 року чисельність населення становила понад 239 900 жителів. Коканд є одним із трьох великих міст Ферганської області поряд з Ферганою та Маргіланом. 
Основний склад населення становлять узбеки (понад 90%), у місті також мешкають представники понад 30 національностей.

## Економіка
Коканд є центром хімічної, бавовнопереробної, машинобудівної, харчової та легкої промисловості. Обсяг продукції, випущеної на великих промислових підприємствах у 2006 році, становив 72,9 млрд. сум.
Питома вага підприємств із галузей промисловості становить:
- харчова - 32,2% (АТ "Коканддон махсулотларі", АТ "Коканд ег-мій", СП "Ефектив ойл", АТ "Мастона");

- хімічна - 28% (АТ "КокандСФЗ", АТ "Коканд спирт");

- бавовнопереробна - 27,4%;

- машинобудівна - 6,6% (АТ "Кокандмаш", ТОВ "Електромаш", ВАТ "Кокандський механічний завод" (ВАТ "Кукон Механіка заводи" / "Qo'qon Mexanika zavodi" OAJ), АТ "Мотортамірлаш");

- легка - 5,8% (АТ "Улугбек", ТОВ "Шойіатлас", СП "Кофра").

Коканд - це також велика залізнична станція. Тут розташоване управління регіональним Ферганським залізничним вузлом (відділенням залізниці).

## Хокіми
1. Мавлянкулов Хаджикул Туракулович (1991-1999)
2. Ходжаєв Абдухакім Султанович (1999-2004)
3. Усмонів Маруф Азамович (2004 (?) - жовтень 2006)
4. Карімов Хаетхон Салімович (жовтень 2006 - листопад 2008)
5. Сабіров Шухрат Уринбаєвич (листопад 2008 - грудень 2011)
6. Абдуллаєв Акром Анаркулович (грудень 2011 - квітень 2017)
7. Жалілов Рахматалі Камбарович (квітень 2017 - квітень 2018)
8. Усмонів Маруф Азамович (квітень 2018 - н.в.)

## Освіта і культура
Показники освітньої галузі Коканда:
- В Коканді знаходиться 14 коледжів, 1 інститут та 2 лицея, де вчаться більш, ніж 21 000 студентів.
- В 42 школах міста навчаються близько 41 000 школярів.

У місті працює Кокандський міський театр музичної драми імені Хамзи.

## Міста-побратими
- Пхочхон (провінція Кьонгі, Республіка Корея) - з 2018 року.

## Визначні пам'ятки
- Мечеть Гіштлік

## Відомі персоналії
- Хамза Хакімзаде Ніязі (1889—1929) — поет, драматург
- Аббасов Шухрат Саліхович (1931—2018) — радянський кінорежисер і сценарист.
- Бородаєнко Євген Миколайович — волейбольний тренер.
- Еюпов Ельведін Шаїпович (* 1962) — радянський та узбецький футболіст, півзахисник, по завершенні кар'єри узбецький, український та російський тренер.
- Котова Тетяна Володимирівна — легкоатлетка, двократна призерка Олімпійських ігор.
- Руденко Віктор Петрович — поет, прозаїк
- Шкарлет Сергій Миколайович (* 1972) — колишній міністр освіти України.